# Municipio de San Miguel Chicaj
Municipio de San Miguel Chicaj är en kommun i Guatemala.   Den ligger i departementet Departamento de Baja Verapaz, i den centrala delen av landet, 60 km norr om huvudstaden Guatemala City.